# Jacques de Larosière
Jacques Martin Henri Marie de Larosière de Champfeu (* 12. November 1929 in Paris) ist ein französischer Finanzbeamter und Banker. Er war Direktor des Internationalen Währungsfonds (IWF) (1978–87), Präsident der Banque de France (1987–93) und Präsident der Europäischen Bank für Wiederaufbau und Entwicklung (1993–98).

## Leben
De Larosière studierte an der Universität Paris (Sorbonne) Rechts- und Geisteswissenschaften, erwarb das Diplom des Institut d’études politiques de Paris (Sciences Po) und schloss 1958 die Verwaltungshochschule École nationale d’administration (ENA) ab. Anschließend trat er als Inspecteur des finances (höherer Beamter der Finanzverwaltung) in den französischen Staatsdienst. Er machte zunächst Karriere in der Direction générale du Trésor, dem französischen Schatzamt, und war von 1974 bis 1978 dessen Direktor.
Als Nachfolger von Johan Witteveen wurde er 1978 geschäftsführender Direktor des Internationalen Währungsfonds (IWF) und 1983 für weitere fünf Jahre in seinem Amt bestätigt. 1982 kürte ihn das Magazin Time zum "Mann des Jahres" für seine Rolle bei der Bewältigung der Schuldenkrise von Mexiko, Brasilien, Argentinien und anderen lateinamerikanischen Ländern.
1987 wurde de Larosière Gouverneur der Banque de France und war wesentlich an der Vorbereitung der Europäischen Währungsunion beteiligt.
1993 berief die Europäische Bank für Wiederaufbau und Entwicklung (EBWE) de Larosière als ihren Präsidenten. Er fiel dort durch seinen rigorosen Sparkurs und die stärkere Ausrichtung auf kleine und mittlere Unternehmen auf, was der EBWE nach der stark kritisierten Politik seines Vorgängers Jacques Attali wieder einen positiven Ruf verschaffen konnte. Nach seinem Rücktritt Anfang 1998 übernahm zunächst Vizepräsident Charles Frank kommissarisch das Amt des Präsidenten, bis im Juli 1998 Horst Köhler zum neuen EBWE-Präsidenten gewählt wurde.
Nach seinem Ausstieg als EBWE-Präsident wurde de Larosière bei der französischen Geschäftsbank BNP Paribas Berater für internationale Finanzfragen.
De Larosière war Vorsitzender einer von der Europäischen Kommission eingesetzten Expertengruppe, die am 25. Februar 2009 detaillierte Empfehlungen als Lehren aus der Finanzkrise vorgelegt hat, um die Überwachung der Finanzinstitute und -märkte in der EU zu verstärken (sog. de Larosière-Bericht).